# Alegeri locale în România, 1992
Primele alegeri locale, din România, după Revoluția din decembrie 1989, au avut loc la data de 9 februarie 1992 (primul tur de scrutin) și 23 februarie 1992 (al doilea tur de scrutin), fiind, totodată, primele alegeri locale libere după mai bine de jumătate de secol (mai precis din 1937). Alegerile locale din 1992 au fost considerate o etapă importantă pentru democratizarea țării după Revoluția din 1989.

## Primul tur
La 9 februarie 1992 s-a votat în 2.885 de circumscripții, în acest număr neincluzându-se circumscripțiile din capitală și din Sectorul Agricol Ilfov. După acest scrutin, Frontul Salvării Naționale (FSN) a obținut 764 de posturi de primar (din 1.340 de posturi ocupate în urma acestui prim tur), Convenția Democratică (CD/CDR) a câștigat 100 de mandate, iar Uniunea Democrată a Maghiarilor din România (UDMR/RMDSZ) 117 primari. Partidului Democrat Agrar din România (PDAR) i-au revenit 70 de posturi, Partidului Unității Națiunii Române (PUNR) 38 de mandate, 191 de posturi au fost câștigate de candidați independenți, restul posturilor fiind atribuite altor partide, formațiuni și alianțe politice.

## Al doilea tur
În cadrul celui de-al doilea tur de scrutin organizat la data de 23 februarie 1992, s-au decis ocupanții a 1.611 din cele 2.591 de posturi de primar, inclusiv primarul capitalei, primarii tuturor sectoarelor Bucureștiului, primarii din toate reședințele de județ (mai puțin în municipiile Timișoara, Sfântu Gheorghe și Miercurea Ciuc), în peste jumătate din orașele țării și numeroase comune. În cel de-al doilea tur de scrutin au fost aleși 1.232 de consilieri locali. Participarea la cel de-al doilea tur de scrutin a fost redusă, abia depășind 50% la nivel național.

## Rezultate

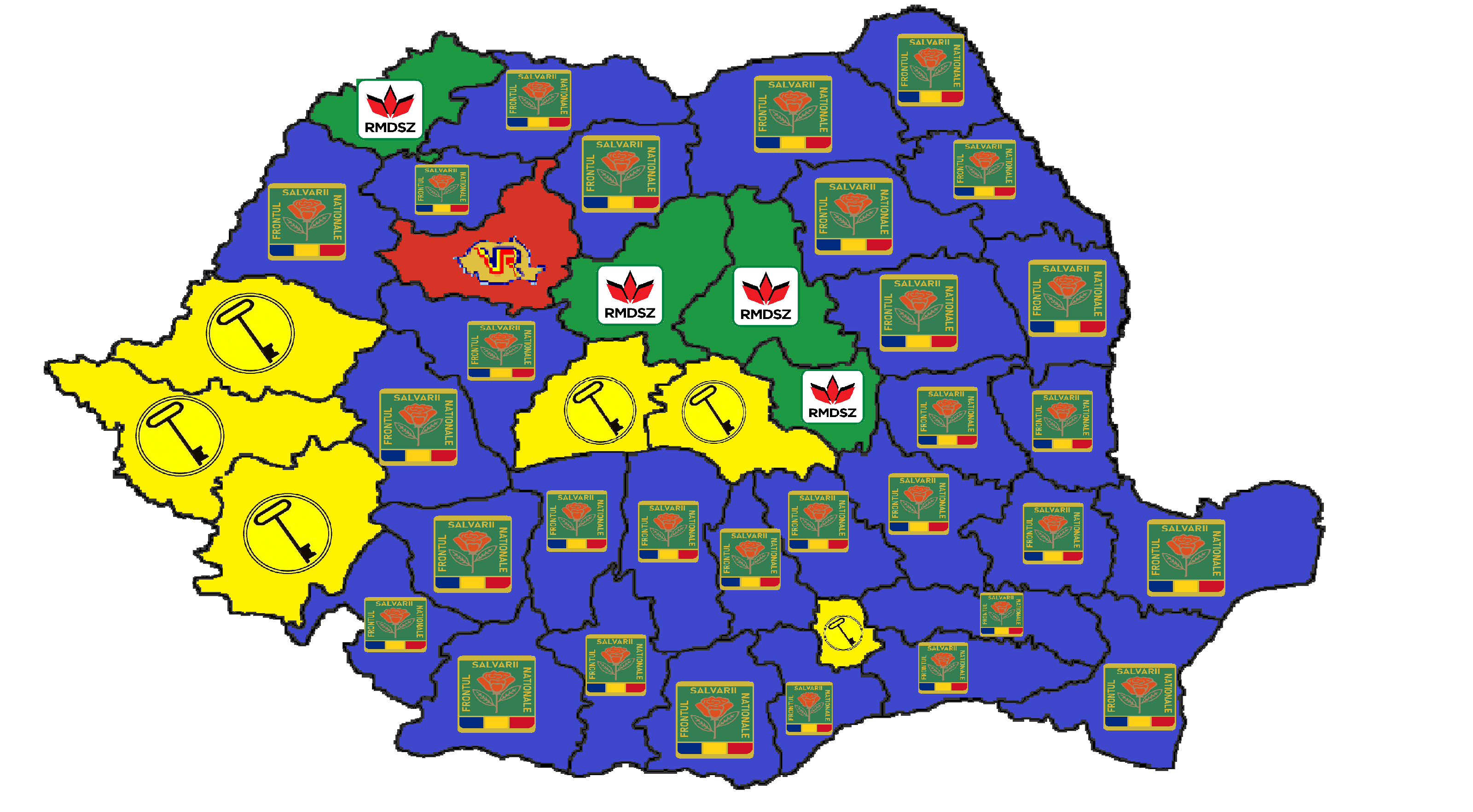
Apartenența politică a președinților de consilii județene

| | Frontul Salvării Naționale (FSN)                    | Frontul Salvării Naționale (FSN)                    | Frontul Salvării Naționale (FSN)                    | - | 33,86% | 576   | - | 47,74% | 1.405 | - | 40,33% | 16.047 |
| | Convenția Democratică (CDR)                         | Convenția Democratică (CDR)                         | Convenția Democratică (CDR)                         | - | 23,80% | 405   | - | 8,35%  | 246   | - | 20,56% | 8.182  |
| | Partidul Democrat Agrar din România (PDAR)          | Partidul Democrat Agrar din România (PDAR)          | Partidul Democrat Agrar din România (PDAR)          | - | 12,40% | 211   | - | 7,88%  | 232   | - | 11,61% | 4.622  |
| | Independenți                                        | Independenți                                        | Independenți                                        | - | 1.46%  | 25    | - | 22.39% | 659   | - | 6.74%  | 2.684  |
| | Uniunea Democrată Maghiară din România (UDMR/RMDSZ) | Uniunea Democrată Maghiară din România (UDMR/RMDSZ) | Uniunea Democrată Maghiară din România (UDMR/RMDSZ) | - | 7,11%  | 121   | - | 4,45%  | 131   | - | 6,57%  | 2.616  |
| | Partidul Unității Națiunii Române (PUNR)            | Partidul Unității Națiunii Române (PUNR)            | Partidul Unității Națiunii Române (PUNR)            | - | 4.70%  | 80    | - | 3.26%  | 96    | - | 3.85%  | 1.535  |
| | Mișcarea Ecologistă din România (MER)               | Mișcarea Ecologistă din România (MER)               | Mișcarea Ecologistă din România (MER)               | - | 1.99%  | 34    | - | <1%    | 19    | - | 1.75%  | 697    |
| | Partidul Național Liberal (PNL)                     | Partidul Național Liberal (PNL)                     | Partidul Național Liberal (PNL)                     | - | 1.76%  | 30    | - | <1%    | 14    | - | 1.44%  | 576    |
| | Partidul Republican (PR)                            | Partidul Republican (PR)                            | Partidul Republican (PR)                            | - | 1.41%  | 24    | - | <1%    | 25    | - | 1.3%   | 518    |
| | Partidul Național Liberal-Aripa Tânără (PNL-AT)     | Partidul Național Liberal-Aripa Tânără (PNL-AT)     | Partidul Național Liberal-Aripa Tânără (PNL-AT)     | - | 1%     | 17    | - | <1%    | 13    | - | 1%     | 397    |
| | Alții                                               | Alții                                               | Alții                                               | - | 10.46% | 178   | - | 3.49%  | 103   | - | 4.79%  | 1.907  |
| Notes 1. [a] Consilierii județeni au fost aleși indirect de către consilieri locali și primari 2. ^ Procentele sunt din numarul de mandate, nu din numarul de voturi 3. ^ Consiliul Sectorului agricol Ilfov                                 |                                                     |                                                     |                                                     |   |        |       |   |        |       |   |        |        |
| Total: 16.647.728 de votanți așteptați | Total: 16.647.728 de votanți așteptați              | Total: 16.647.728 de votanți așteptați              | Total: 16.647.728 de votanți așteptați              | - | 100    | 1.701 | - | 100    | 2.943 | - | 100    | 39.781 |
| Sursa: Biroul Electoral Central (Comunicat din 9 februarie 1992 cu privire la rezultatul alegerilor locale din România, care au avut loc la data de 9 februarie 1992, publicat în Monitorul Oficial al României, nr. 191 din 10 august 1992) |                                                     |                                                     |                                                     |   |        |       |   |        |       |   |        |        |

### Consilii Județene

#### Alba
Componența Consiliului Județean Alba (39 de consilieri):
| Partid | Partid       | Consilieri | Componența Consiliului | Componența Consiliului | Componența Consiliului | Componența Consiliului | Componența Consiliului | Componența Consiliului | Componența Consiliului | Componența Consiliului | Componența Consiliului | Componența Consiliului | Componența Consiliului | Componența Consiliului | Componența Consiliului | Componența Consiliului | Componența Consiliului | Componența Consiliului | Componența Consiliului |
| ------ | ------------ | ---------- | ---------------------- | ---------------------- | ---------------------- | ---------------------- | ---------------------- | ---------------------- | ---------------------- | ---------------------- | ---------------------- | ---------------------- | ---------------------- | ---------------------- | ---------------------- | ---------------------- | ---------------------- | ---------------------- | ---------------------- |
|        | FSN          | 16         |                        |                        |                        |                        |                        |                        |                        |                        |                        |                        |                        |                        |                        |                        |                        |                        |                        |
|        | CDR          | 8          |                        |                        |                        |                        |                        |                        |                        |                        |                        |                        |                        |                        |                        |                        |                        |                        |                        |
|        | PDAR         | 5          |                        |                        |                        |                        |                        |                        |                        |                        |                        |                        |                        |                        |                        |                        |                        |                        |                        |
|        | PUNR         | 3          |                        |                        |                        |                        |                        |                        |                        |                        |                        |                        |                        |                        |                        |                        |                        |                        |                        |
|        | Independenți | 3          |                        |                        |                        |                        |                        |                        |                        |                        |                        |                        |                        |                        |                        |                        |                        |                        |                        |
|        | UDMR         | 2          |                        |                        |                        |                        |                        |                        |                        |                        |                        |                        |                        |                        |                        |                        |                        |                        |                        |
|        | MER          | 2          |                        |                        |                        |                        |                        |                        |                        |                        |                        |                        |                        |                        |                        |                        |                        |                        |                        |

#### Arad
Componența Consiliului Județean Arad (45 de consilieri):
| Partid | Partid      | Consilieri | Componența Consiliului | Componența Consiliului | Componența Consiliului | Componența Consiliului | Componența Consiliului | Componența Consiliului | Componența Consiliului | Componența Consiliului | Componența Consiliului | Componența Consiliului | Componența Consiliului | Componența Consiliului | Componența Consiliului | Componența Consiliului | Componența Consiliului | Componența Consiliului | Componența Consiliului | Componența Consiliului | Componența Consiliului |
| ------ | ----------- | ---------- | ---------------------- | ---------------------- | ---------------------- | ---------------------- | ---------------------- | ---------------------- | ---------------------- | ---------------------- | ---------------------- | ---------------------- | ---------------------- | ---------------------- | ---------------------- | ---------------------- | ---------------------- | ---------------------- | ---------------------- | ---------------------- | ---------------------- |
|        | CDR         | 19         |                        |                        |                        |                        |                        |                        |                        |                        |                        |                        |                        |                        |                        |                        |                        |                        |                        |                        |                        |
|        | FSN         | 13         |                        |                        |                        |                        |                        |                        |                        |                        |                        |                        |                        |                        |                        |                        |                        |                        |                        |                        |                        |
|        | PDAR        | 7          |                        |                        |                        |                        |                        |                        |                        |                        |                        |                        |                        |                        |                        |                        |                        |                        |                        |                        |                        |
|        | MER         | 3          |                        |                        |                        |                        |                        |                        |                        |                        |                        |                        |                        |                        |                        |                        |                        |                        |                        |                        |                        |
|        | PUNR        | 1          |                        |                        |                        |                        |                        |                        |                        |                        |                        |                        |                        |                        |                        |                        |                        |                        |                        |                        |                        |
|        | PR          | 1          |                        |                        |                        |                        |                        |                        |                        |                        |                        |                        |                        |                        |                        |                        |                        |                        |                        |                        |                        |
|        | Independent | 1          |                        |                        |                        |                        |                        |                        |                        |                        |                        |                        |                        |                        |                        |                        |                        |                        |                        |                        |                        |

#### Argeș
Componența Consiliului Județean Argeș (45 de consilieri):
| Partid | Partid       | Consilieri | Componența Consiliului | Componența Consiliului | Componența Consiliului | Componența Consiliului | Componența Consiliului | Componența Consiliului | Componența Consiliului | Componența Consiliului | Componența Consiliului | Componența Consiliului | Componența Consiliului | Componența Consiliului | Componența Consiliului | Componența Consiliului | Componența Consiliului | Componența Consiliului | Componența Consiliului | Componența Consiliului | Componența Consiliului |
| ------ | ------------ | ---------- | ---------------------- | ---------------------- | ---------------------- | ---------------------- | ---------------------- | ---------------------- | ---------------------- | ---------------------- | ---------------------- | ---------------------- | ---------------------- | ---------------------- | ---------------------- | ---------------------- | ---------------------- | ---------------------- | ---------------------- | ---------------------- | ---------------------- |
|        | FSN          | 19         |                        |                        |                        |                        |                        |                        |                        |                        |                        |                        |                        |                        |                        |                        |                        |                        |                        |                        |                        |
|        | CDR          | 13         |                        |                        |                        |                        |                        |                        |                        |                        |                        |                        |                        |                        |                        |                        |                        |                        |                        |                        |                        |
|        | PDAR         | 6          |                        |                        |                        |                        |                        |                        |                        |                        |                        |                        |                        |                        |                        |                        |                        |                        |                        |                        |                        |
|        | Independenți | 3          |                        |                        |                        |                        |                        |                        |                        |                        |                        |                        |                        |                        |                        |                        |                        |                        |                        |                        |                        |
|        | USD          | 1          |                        |                        |                        |                        |                        |                        |                        |                        |                        |                        |                        |                        |                        |                        |                        |                        |                        |                        |                        |
|        | PRM          | 1          |                        |                        |                        |                        |                        |                        |                        |                        |                        |                        |                        |                        |                        |                        |                        |                        |                        |                        |                        |
|        | PUNR         | 1          |                        |                        |                        |                        |                        |                        |                        |                        |                        |                        |                        |                        |                        |                        |                        |                        |                        |                        |                        |
|        | ULB          | 1          |                        |                        |                        |                        |                        |                        |                        |                        |                        |                        |                        |                        |                        |                        |                        |                        |                        |                        |                        |

#### Bacău
Componența Consiliului Județean Bacău (45 de consilieri):
| Partid | Partid      | Consilieri | Componența Consiliului | Componența Consiliului | Componența Consiliului | Componența Consiliului | Componența Consiliului | Componența Consiliului | Componența Consiliului | Componența Consiliului | Componența Consiliului | Componența Consiliului | Componența Consiliului | Componența Consiliului | Componența Consiliului | Componența Consiliului | Componența Consiliului | Componența Consiliului | Componența Consiliului | Componența Consiliului | Componența Consiliului | Componența Consiliului |
| ------ | ----------- | ---------- | ---------------------- | ---------------------- | ---------------------- | ---------------------- | ---------------------- | ---------------------- | ---------------------- | ---------------------- | ---------------------- | ---------------------- | ---------------------- | ---------------------- | ---------------------- | ---------------------- | ---------------------- | ---------------------- | ---------------------- | ---------------------- | ---------------------- | ---------------------- |
|        | FSN         | 20         |                        |                        |                        |                        |                        |                        |                        |                        |                        |                        |                        |                        |                        |                        |                        |                        |                        |                        |                        |                        |
|        | CDR         | 12         |                        |                        |                        |                        |                        |                        |                        |                        |                        |                        |                        |                        |                        |                        |                        |                        |                        |                        |                        |                        |
|        | PDAR        | 6          |                        |                        |                        |                        |                        |                        |                        |                        |                        |                        |                        |                        |                        |                        |                        |                        |                        |                        |                        |                        |
|        | MER         | 1          |                        |                        |                        |                        |                        |                        |                        |                        |                        |                        |                        |                        |                        |                        |                        |                        |                        |                        |                        |                        |
|        | USD         | 1          |                        |                        |                        |                        |                        |                        |                        |                        |                        |                        |                        |                        |                        |                        |                        |                        |                        |                        |                        |                        |
|        | PER         | 1          |                        |                        |                        |                        |                        |                        |                        |                        |                        |                        |                        |                        |                        |                        |                        |                        |                        |                        |                        |                        |
|        | PUNR        | 1          |                        |                        |                        |                        |                        |                        |                        |                        |                        |                        |                        |                        |                        |                        |                        |                        |                        |                        |                        |                        |
|        | PNE         | 1          |                        |                        |                        |                        |                        |                        |                        |                        |                        |                        |                        |                        |                        |                        |                        |                        |                        |                        |                        |                        |
|        | Independent | 1          |                        |                        |                        |                        |                        |                        |                        |                        |                        |                        |                        |                        |                        |                        |                        |                        |                        |                        |                        |                        |

#### Bihor
Componența Consiliului Județean Bihor (45 de consilieri):
|  | FSN         | 12 |  |  |  |  |  |  |  |  |  |  |  |  |
|  | UDMR        | 11 |  |  |  |  |  |  |  |  |  |  |  |  |
|  | CDR         | 8  |  |  |  |  |  |  |  |  |  |  |  |  |
|  | PUNR        | 5  |  |  |  |  |  |  |  |  |  |  |  |  |
|  | PDAR        | 5  |  |  |  |  |  |  |  |  |  |  |  |  |
|  | PRM         | 1  |  |  |  |  |  |  |  |  |  |  |  |  |
|  | PR          | 1  |  |  |  |  |  |  |  |  |  |  |  |  |
|  | UDSCR       | 1  |  |  |  |  |  |  |  |  |  |  |  |  |
|  | Independent | 1  |  |  |  |  |  |  |  |  |  |  |  |  |

#### Cluj
Componența Consiliului Județean Cluj (45 de consilieri):
|  | PUNR   | 14 |  |  |  |  |  |  |  |  |  |  |  |  |  |  |
|  | FSN    | 10 |  |  |  |  |  |  |  |  |  |  |  |  |  |  |
|  | UDMR   | 9  |  |  |  |  |  |  |  |  |  |  |  |  |  |  |
|  | CDR    | 6  |  |  |  |  |  |  |  |  |  |  |  |  |  |  |
|  | PNL+PR | 3  |  |  |  |  |  |  |  |  |  |  |  |  |  |  |
|  | PDAR   | 3  |  |  |  |  |  |  |  |  |  |  |  |  |  |  |

#### Olt
Componența Consiliului Județean Olt (45 de consilieri):
| Partid | Partid   | Consilieri | Componența Consiliului | Componența Consiliului | Componența Consiliului | Componența Consiliului | Componența Consiliului | Componența Consiliului | Componența Consiliului | Componența Consiliului | Componența Consiliului | Componența Consiliului | Componența Consiliului | Componența Consiliului | Componența Consiliului | Componența Consiliului | Componența Consiliului | Componența Consiliului | Componența Consiliului | Componența Consiliului | Componența Consiliului | Componența Consiliului | Componența Consiliului | Componența Consiliului | Componența Consiliului | Componența Consiliului | Componența Consiliului | Componența Consiliului | Componența Consiliului | Componența Consiliului | Componența Consiliului | Componența Consiliului | Componența Consiliului |
| ------ | -------- | ---------- | ---------------------- | ---------------------- | ---------------------- | ---------------------- | ---------------------- | ---------------------- | ---------------------- | ---------------------- | ---------------------- | ---------------------- | ---------------------- | ---------------------- | ---------------------- | ---------------------- | ---------------------- | ---------------------- | ---------------------- | ---------------------- | ---------------------- | ---------------------- | ---------------------- | ---------------------- | ---------------------- | ---------------------- | ---------------------- | ---------------------- | ---------------------- | ---------------------- | ---------------------- | ---------------------- | ---------------------- |
|        | FSN+PDAR | 31         |                        |                        |                        |                        |                        |                        |                        |                        |                        |                        |                        |                        |                        |                        |                        |                        |                        |                        |                        |                        |                        |                        |                        |                        |                        |                        |                        |                        |                        |                        |                        |
|        | CDR      | 11         |                        |                        |                        |                        |                        |                        |                        |                        |                        |                        |                        |                        |                        |                        |                        |                        |                        |                        |                        |                        |                        |                        |                        |                        |                        |                        |                        |                        |                        |                        |                        |
|        | PR       | 2          |                        |                        |                        |                        |                        |                        |                        |                        |                        |                        |                        |                        |                        |                        |                        |                        |                        |                        |                        |                        |                        |                        |                        |                        |                        |                        |                        |                        |                        |                        |                        |
|        | PDUSR    | 1          |                        |                        |                        |                        |                        |                        |                        |                        |                        |                        |                        |                        |                        |                        |                        |                        |                        |                        |                        |                        |                        |                        |                        |                        |                        |                        |                        |                        |                        |                        |                        |

#### Sectorul Agricol Ilfov
Componența Consiliului Județean Ilfov (37 de consilieri):
|  | CDR  | 18 |  |  |  |  |  |  |  |  |  |  |  |  |  |  |  |  |  |  |
|  | FSN  | 11 |  |  |  |  |  |  |  |  |  |  |  |  |  |  |  |  |  |  |
|  | PDAR | 8  |  |  |  |  |  |  |  |  |  |  |  |  |  |  |  |  |  |  |

#### București

##### Sectorul 1
Componența Consiliului Sectorului 1 (31 de consilieri):
|  | CDR         | 16 |  |  |  |  |  |  |  |  |  |  |  |  |  |  |  |  |
|  | FSN         | 9  |  |  |  |  |  |  |  |  |  |  |  |  |  |  |  |  |
|  | PRM         | 2  |  |  |  |  |  |  |  |  |  |  |  |  |  |  |  |  |
|  | PDAR        | 1  |  |  |  |  |  |  |  |  |  |  |  |  |  |  |  |  |
|  | Ecologiștii | 1  |  |  |  |  |  |  |  |  |  |  |  |  |  |  |  |  |
|  | PNL-AT      | 1  |  |  |  |  |  |  |  |  |  |  |  |  |  |  |  |  |
|  | PUNR        | 1  |  |  |  |  |  |  |  |  |  |  |  |  |  |  |  |  |

##### Sectorul 2
Componența Consiliului Sectorului 2 (31 de consilieri):
|  | CDR                 | 16 |  |  |  |  |  |  |  |  |  |  |  |  |  |  |  |  |
|  | FSN                 | 8  |  |  |  |  |  |  |  |  |  |  |  |  |  |  |  |  |
|  | PRM                 | 2  |  |  |  |  |  |  |  |  |  |  |  |  |  |  |  |  |
|  | Ecologiștii         | 1  |  |  |  |  |  |  |  |  |  |  |  |  |  |  |  |  |
|  | PNL-AT              | 1  |  |  |  |  |  |  |  |  |  |  |  |  |  |  |  |  |
|  | PDAR                | 1  |  |  |  |  |  |  |  |  |  |  |  |  |  |  |  |  |
|  | FSN-Social Democrat | 1  |  |  |  |  |  |  |  |  |  |  |  |  |  |  |  |  |
|  | PUNR                | 1  |  |  |  |  |  |  |  |  |  |  |  |  |  |  |  |  |

##### Sectorul 3
Componența Consiliului Sectorului 3 (35 de consilieri):
|  | CDR                 | 16 |  |  |  |  |  |  |  |  |  |  |  |  |  |  |  |  |
|  | FSN                 | 11 |  |  |  |  |  |  |  |  |  |  |  |  |  |  |  |  |
|  | PRM                 | 2  |  |  |  |  |  |  |  |  |  |  |  |  |  |  |  |  |
|  | FSN-Social Democrat | 1  |  |  |  |  |  |  |  |  |  |  |  |  |  |  |  |  |
|  | Ecologiștii         | 1  |  |  |  |  |  |  |  |  |  |  |  |  |  |  |  |  |
|  | PUNR                | 1  |  |  |  |  |  |  |  |  |  |  |  |  |  |  |  |  |
|  | PNL-AT              | 1  |  |  |  |  |  |  |  |  |  |  |  |  |  |  |  |  |
|  | ULB                 | 1  |  |  |  |  |  |  |  |  |  |  |  |  |  |  |  |  |
|  | PDAR                | 1  |  |  |  |  |  |  |  |  |  |  |  |  |  |  |  |  |

##### Sectorul 4
Componența Consiliului Sectorului 4 (31 de consilieri):
|  | CDR                 | 15 |  |  |  |  |  |  |  |  |  |  |  |  |  |  |  |
|  | FSN                 | 9  |  |  |  |  |  |  |  |  |  |  |  |  |  |  |  |
|  | PRM                 | 2  |  |  |  |  |  |  |  |  |  |  |  |  |  |  |  |
|  | FSN-Social Democrat | 1  |  |  |  |  |  |  |  |  |  |  |  |  |  |  |  |
|  | PDAR                | 1  |  |  |  |  |  |  |  |  |  |  |  |  |  |  |  |
|  | PUNR                | 1  |  |  |  |  |  |  |  |  |  |  |  |  |  |  |  |
|  | Ecologiștii         | 1  |  |  |  |  |  |  |  |  |  |  |  |  |  |  |  |
|  | PNL-AT              | 1  |  |  |  |  |  |  |  |  |  |  |  |  |  |  |  |

##### Sectorul 5
Componența Consiliului Sectorului 5 (31 de consilieri):
|  | CDR             | 14 |  |  |  |  |  |  |  |  |  |  |  |  |  |  |
|  | FSN             | 10 |  |  |  |  |  |  |  |  |  |  |  |  |  |  |
|  | PRM             | 2  |  |  |  |  |  |  |  |  |  |  |  |  |  |  |
|  | PUNR            | 1  |  |  |  |  |  |  |  |  |  |  |  |  |  |  |
|  | Alianța Romilor | 1  |  |  |  |  |  |  |  |  |  |  |  |  |  |  |
|  | Ecologiștii     | 1  |  |  |  |  |  |  |  |  |  |  |  |  |  |  |
|  | PDAR            | 1  |  |  |  |  |  |  |  |  |  |  |  |  |  |  |
|  | PNL-AT          | 1  |  |  |  |  |  |  |  |  |  |  |  |  |  |  |

##### Sectorul 6
Componența Consiliului Sectorului 6 (35 de consilieri):
|  | CDR                 | 16 |  |  |  |  |  |  |  |  |  |  |  |  |  |  |  |  |
|  | FSN                 | 10 |  |  |  |  |  |  |  |  |  |  |  |  |  |  |  |  |
|  | PRM                 | 2  |  |  |  |  |  |  |  |  |  |  |  |  |  |  |  |  |
|  | ULB                 | 1  |  |  |  |  |  |  |  |  |  |  |  |  |  |  |  |  |
|  | FSN-Social Democrat | 1  |  |  |  |  |  |  |  |  |  |  |  |  |  |  |  |  |
|  | PDAR                | 1  |  |  |  |  |  |  |  |  |  |  |  |  |  |  |  |  |
|  | Ecologiștii         | 1  |  |  |  |  |  |  |  |  |  |  |  |  |  |  |  |  |
|  | PUNR                | 1  |  |  |  |  |  |  |  |  |  |  |  |  |  |  |  |  |
|  | PNL-AT              | 1  |  |  |  |  |  |  |  |  |  |  |  |  |  |  |  |  |
|  | PR                  | 1  |  |  |  |  |  |  |  |  |  |  |  |  |  |  |  |  |

##### Consiliul General al Municipiului București
Componența Consiliului General al Municipiului București (75 de consilieri):
|  | CDR                       | 32 |  |  |  |  |  |  |  |  |  |  |  |  |  |  |  |  |  |  |  |  |  |  |  |  |  |  |  |  |  |  |  |  |
|  | FSN                       | 23 |  |  |  |  |  |  |  |  |  |  |  |  |  |  |  |  |  |  |  |  |  |  |  |  |  |  |  |  |  |  |  |  |
|  | PRM                       | 6  |  |  |  |  |  |  |  |  |  |  |  |  |  |  |  |  |  |  |  |  |  |  |  |  |  |  |  |  |  |  |  |  |
|  | PNL-AT                    | 3  |  |  |  |  |  |  |  |  |  |  |  |  |  |  |  |  |  |  |  |  |  |  |  |  |  |  |  |  |  |  |  |  |
|  | Ecologiștii               | 2  |  |  |  |  |  |  |  |  |  |  |  |  |  |  |  |  |  |  |  |  |  |  |  |  |  |  |  |  |  |  |  |  |
|  | PR                        | 1  |  |  |  |  |  |  |  |  |  |  |  |  |  |  |  |  |  |  |  |  |  |  |  |  |  |  |  |  |  |  |  |  |
|  | Partidul Liber Schimbist  | 1  |  |  |  |  |  |  |  |  |  |  |  |  |  |  |  |  |  |  |  |  |  |  |  |  |  |  |  |  |  |  |  |  |
|  | Uniunea Stîngii Democrate | 1  |  |  |  |  |  |  |  |  |  |  |  |  |  |  |  |  |  |  |  |  |  |  |  |  |  |  |  |  |  |  |  |  |
|  | PDAR                      | 1  |  |  |  |  |  |  |  |  |  |  |  |  |  |  |  |  |  |  |  |  |  |  |  |  |  |  |  |  |  |  |  |  |
|  | PNPLR                     | 1  |  |  |  |  |  |  |  |  |  |  |  |  |  |  |  |  |  |  |  |  |  |  |  |  |  |  |  |  |  |  |  |  |
|  | FSN-Social Democrat       | 1  |  |  |  |  |  |  |  |  |  |  |  |  |  |  |  |  |  |  |  |  |  |  |  |  |  |  |  |  |  |  |  |  |
|  | Alianța Romilor           | 1  |  |  |  |  |  |  |  |  |  |  |  |  |  |  |  |  |  |  |  |  |  |  |  |  |  |  |  |  |  |  |  |  |
|  | PUNR                      | 1  |  |  |  |  |  |  |  |  |  |  |  |  |  |  |  |  |  |  |  |  |  |  |  |  |  |  |  |  |  |  |  |  |
|  | ULB                       | 1  |  |  |  |  |  |  |  |  |  |  |  |  |  |  |  |  |  |  |  |  |  |  |  |  |  |  |  |  |  |  |  |  |